# Delta Draconis
Delta Draconis (Altais, Nodus Secundus, Nodus II, Aldib, 57 Draconis) é uma estrela na direção da constelação de Draco. Possui uma ascensão reta de 19h 12m 33.15s e uma declinação de +67° 39′ 40.7″. Sua magnitude aparente é igual a 3.07. Considerando sua distância de 100 anos-luz em relação à Terra, sua magnitude absoluta é igual a 0.63. Pertence à classe espectral G9III.